# Bolšoj Kameň
Bolšoj Kameň (rusky Большо́й Ка́мень) je město v Přímořském kraji v Ruské federaci. Při sčítání lidu v roce 2010 měl bezmála čtyřicet tisíc obyvatel.

## Poloha
Bolšoj Kameň leží na východním pobřeží Ussurijského zálivu Japonského moře. Od Vladivostoku je vzdálen 40 kilometrů vzdušnou čarou a 130 kilometrů po silnici.

### Doprava
Přes Bolšoj Kameň vede železniční trať spojující jižně ležící Fokino se severně ležícím Smoljaninovem, kde se připojuje na Transsibiřskou magistrálu (přesněji na její větev vedoucí do Nachodky).

## Dějiny
Bolšoj Kameň je jako námořní základna úzce spjat s Tichooceánským loďstvem – byl založen v roce 1947 jako námořní základna, v roce 1956 získal status sídla městského typu a městem se stal v roce 1989. Vzhledem k vojenskému významu byl většinu času uzavřeným městem. Od začátku roku 2015 ovšem už uzavřeným městem není.